# 大平亜季
大平 亜季（おおひら あき、1980年9月19日 - ）は、最高位戦日本プロ麻雀協会に所属する競技麻雀のプロ雀士。鹿児島県出身。愛称は「ズム」。

## 人物
- 第39期前期デビュー。
- 2014年の第14期女流Bリーグ2位通過、準決勝1位で女流最高位決定戦に進出。決定戦では初日3位で終えるものの、2日目で一気に追い上げ優勝。プロ1年目で女流タイトル獲得という麻雀界史上初の快挙となった。
- 四神降臨2015女流王座決定戦では、第13期女流雀王豊後葵らを相手に優勝。
- 2015年の第15期女流最高位決定戦では8回戦中1度しかトップを取れなかったが、他の3人が潰し合う展開に加えてラスを一度も引かない我慢の麻雀が実を結び、見事に連覇達成した。
- 2016年の第16期女流最高位決定戦では、これまでにないほど苦しい展開を強いられ最終8回戦のオーラスで役満ツモ条件にまで追い込まれたが、トータルトップのいわますみえが親番の石井あやに放銃しラス目に。この展開で大平がトータルトップとなり、そのまま逃げ切って3連覇を達成した。

## 獲得タイトル
- 女流最高位 3期（第14期～16期）
- 四神降臨2015女流王座決定戦

## 出演
- 麻雀スリアロチャンネル（ニコニコ生放送）